# Spiesheim
Spiesheim este o comună din landul Renania-Palatinat, Germania.